# Heliogomphus walli
Heliogomphus walli är en trollsländeart som beskrevs av Fraser 1925. Heliogomphus walli ingår i släktet Heliogomphus och familjen flodtrollsländor. IUCN kategoriserar arten globalt som nära hotad. Inga underarter finns listade i Catalogue of Life.